# Semicarbazone
Semicarbazone sind organische chemische Verbindungen, die als funktionelle Gruppe die Gruppierung C=N–NH–CO–NH2 enthalten.

## Herstellung
Semicarbazone lassen sich aus Semicarbazid oder dessen Salzen und Carbonylverbindungen (genauer Aldehyde und Ketone) unter Wasserabspaltung herstellen:

## Verwendung
Semicarbazone hatten, ähnlich wie Hydrazone und Oxime, früher analytische Bedeutung, da ihr Schmelzpunkt eine Identifikation der zugrunde liegenden Carbonylverbindung ermöglicht. Weiterhin lassen sich Semicarbazone
zur Isolierung und Reinigung von Carbonylverbindungen einsetzen, da Semicarbazone bei der Einwirkung verdünnter Säuren leicht wieder hydrolytisch gespalten werden können.
Ein als Antiseptikum pharmakologisch eingesetztes Semicarbazon ist Nitrofural.